# Hinganghat
Hinganghat là một thành phố và là nơi đặt hội đồng đô thị (municipal council) của quận Wardha thuộc bang Maharashtra, Ấn Độ.

## Địa lý
Hinganghat có vị trí 20°34′B 78°50′Đ / 20,57°B 78,83°Đ Nó có độ cao trung bình là 215 mét (705 feet).

## Nhân khẩu
Theo điều tra dân số năm 2001 của Ấn Độ, Hinganghat có dân số 92.325 người. Phái nam chiếm 52% tổng số dân và phái nữ chiếm 48%. Hinganghat có tỷ lệ 80% biết đọc biết viết, cao hơn tỷ lệ trung bình toàn quốc là 59,5%: tỷ lệ cho phái nam là 84%, và tỷ lệ cho phái nữ là 75%. Tại Hinganghat, 11% dân số nhỏ hơn 6 tuổi.